# Бодилис
Бодилис (фр. Bodilis) — коммуна на северо-западе Франции, находится в регионе Бретань, департамент Финистер, округ Морле, кантон Ландивизьо. Расположена на территории исторической области Пэи де Леон в 37 км к северо-западу от Бреста и в 76 км к северу от Кемпера, в 3 км от национальной автомагистрали N12.

## Достопримечательности
- Приходская церковь Нотр-Дам XVI века

## Экономика
В 2007 году среди 1057 человек в трудоспособном возрасте (15-64 лет) 871 были активные, 186 — неактивные (показатель активности 82,4 %, в 1999 году был 75,7 %). С 871 активных работало 825 человек (526 мужчин и 299 женщин), безработных было 46 (15 мужчин и 31 женщина). Среди 186 неактивных 70 человек было учениками или студентами, 71 — пенсионерами, 45 были неактивными по другим причинам.
В 2008 году в муниципалитете числилось 530 налогооблагаемых домохозяйств в которых проживали 1372,5 лица, медиана доходов выносила 16 977 евро на одного потребителя.